# Geneviève Brossard de Beaulieu
Marie Renée Geneviève Brossard de Beaulieu, née le 30 juin 1755 à La Rochelle et morte le 5 avril 1832 à Paris, est une artiste peintre française.

## Biographie

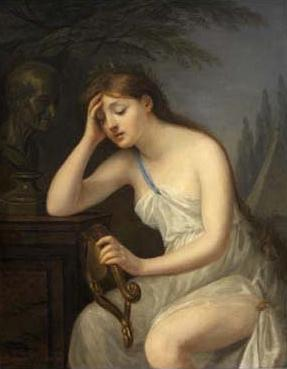
La Muse de la poésie livrée aux regrets que lui laisse la mort de Voltaire. (1785), Poitiers, musée Rupert-de-Chièvres.

Geneviève Brossard de Beaulieu nait le 30 juin 1755 à La Rochelle. Elle est la fille du peintre et graveur François Louis Brossard de Beaulieu et de Geneviève Montagne. Elle étudie la peinture avec Jean-Baptiste Greuze.
Elle se spécialise dans les genres historiques et mythologiques ainsi que dans le portrait.
Elle a une école à Lille jusqu'à la Révolution.
À la Restauration, elle obtient une pension d'État.
Plusieurs de ses travaux lui survécurent, parmi eux un Portrait de la princesse Elisabeth Lubomirksa (musée national de Varsovie), une Tête de jeune fille (musée des beaux-arts de La Rochelle), ainsi que La Muse de la Poésie livrée aux regrets que lui laisse la mort de Voltaire (Poitiers, musée Rupert-de-Chièvres).
Le peintre et collectionneur Jacques Augustin de Silvestre (1719-1809) possédait d'elle un portrait (huile sur toile) aujourd'hui non localisé représentant une jeune brune vue de trois-quarts en buste, sa chevelure entourée d'un mouchoir rouge et sa gorge en partie couverte d'un fichu.

## Formation de l'artiste
Fille du peintre et graveur français François Louis Brossard de Beaulieu, elle bénéficie d’abord de son enseignement : avoir un membre de sa famille dans le domaine de l’art est un élément déterminant pour les femmes peintres lors de cette période. Ensuite, elle poursuit son apprentissage dans l’atelier du peintre Jean Baptiste Greuze, qui a été le maître de beaucoup de femmes peintres. À ce jour, on ne sait pas s’il enseignait aux femmes par nécessité économique, défiance envers l’Académie ou par solidarité envers cette catégorie d'artistes qui ne pouvaient pas envisager de carrière au sein de l’institution. Ce sujet est peu documenté car les biographes de Greuze se sont peu intéressés à cet aspect.
En 1784, Geneviève Brossard de Beaulieu demande à être reçue par l’Académie, ou alors d’être reconnue officiellement. Sa demande ne sera alors ni acceptée, ni refusée, et elle recevra un « certificat ». Consciente que ce document n’avait pas vraiment de valeur, elle le fit signer par les académiciens les plus consacrés. En 1785, elle est reçue à l'Accademia di San Luca à Rome. Ce certificat aura sûrement été déterminant pour son entrée à Rome ainsi que pour l'obtention de subventions après la Restauration.

## Œuvres dans les collections publiques

### France
- La Rochelle, musée des beaux-arts : Tête de jeune fille.
- Poitiers, musée Rupert-de-Chièvres : La Muse de la Poésie livrée aux regrets que lui laisse la mort de Voltaire, 1785, huile sur toile.

### Pologne
- Musée national de Varsovie : Portrait de la princesse Elisabeth Lubomirksa.

### Italie
- Rome, Accademia Nazionale di San Luca La contemplazione (La contemplation), 1785. Huile sur toile, 41 x 33,5 cm Inv. 0315[5]